# Bogacica (gromada)
Bogacica – dawna gromada, czyli najmniejsza jednostka podziału terytorialnego Polskiej Rzeczypospolitej Ludowej w latach 1954–1972.
Gromady, z gromadzkimi radami narodowymi (GRN) jako organami władzy najniższego stopnia na wsi, funkcjonowały od reformy reorganizującej administrację wiejską przeprowadzonej jesienią 1954 do momentu ich zniesienia z dniem 1 stycznia 1973, tym samym wypierając organizację gminną w latach 1954–1972.
Gromadę Bogacica z siedzibą GRN w Bogacicy utworzono – jako jedną z 8759 gromad na obszarze Polski – w powiecie oleskim w woj. opolskim, na mocy uchwały nr VII/27/54 WRN w Opolu z dnia 4 października 1954. W skład jednostki wszedł obszar dotychczasowej gromady Bogacica ze zniesionej gminy Bogacica w tymże powiecie.
1 stycznia 1955 gromadę włączono do powiatu kluczborskiego w tymże województwie, gdzie ustalono dla niej 21 członków gromadzkiej rady narodowej.
1 stycznia 1969 do gromady Bogacica włączono obszar zniesionej gromady Borkowice w tymże powiecie.
Gromada przetrwała do końca 1972 roku, czyli do kolejnej reformy gminnej.